# Pauline Astier
Pour les articles homonymes, voir Astier.
Pauline Astier, née le 15 février 2002 à Tarbes dans les Hautes-Pyrénées, est une joueuse de basket-ball française évoluant au poste de meneuse voire d'arrière.

## Biographie
Fille de Frédéric Astier, ancien joueur du Limoges CSP et du Tarbes Gespe Bigorre, et de Nathalie Fourcade, meneuse emblématique du Tarbes Gespe Bigorre et vainqueure de la coupe d’Europe Liliana-Ronchetti 1996, Pauline Astier commença le basket-ball à l’âge de 6 ans, avec sa sœur jumelle, au Tarbes Gespe Bigorre, où elle évolua jusqu’en benjamine. Elle continua sa formation à Séméac puis à Laloubère, dans la banlieue de Tarbes, dans la catégorie de minime France. En parallèle, la jeune joueuse intégra la Savasta Academy (promotion « Huskies ») de Laure Savasta, l’ancienne internationale française et capitaine du Tarbes Gespe Bigorre.
En 2017, Pauline Astier rejoignit le centre de formation du Tango Bourges Basket. Elle apparut dès la saison 2019-2020 dans le groupe professionnel, disputant ainsi ses premiers matches de LFB et d’Euroligue.
Profitant, à l’occasion de la réception de son premier club, Tarbes, de l’absence d’Elin Eldebrink la meneuse titulaire, Pauline Astier réalisa la saison suivante sa meilleure performance, cumulant 15 points, 7 rebonds, 4 passes pour une évaluation de 25, et récoltant quelques jours après son 19e anniversaire, le titre de MVP de la 15e journée de la saison 2020-2021.

### Carrière en club
| Saisons | Équipe               | Pays   |
| 2019-   | Tango Bourges Basket | France |

### Équipe nationale
Pauline Astier a été appelée pour la première fois en équipe de France le 21 août 2022, lors d’un match à Marseille. Bien qu'initialement convoquée comme simple partenaire d'entraînement, Pauline Astier participe à plusieurs matchs pour la préparation à la Coupe du monde 2022, signant alors ses premiers matchs avec l'équipe de France sénior, mais n'est pas retenue dans l'équipe finale participant au mondial.
Elle fait partie du groupe élargi de 23 joueuses pour l'Eurobasket 2023, mais n'est une nouvelle fois pas retenue. 
Elle est également coupée de la liste finale de Jean-Aimé Toupane pour les jeux olympiques de Paris 2024.

## Palmarès

### En club
- Championne de France : 2022 [8]
- Vainqueur de la coupe de France : 2024
- Vainqueur de l'EuroCoupe : 2022[9]
- Vainqueur de la Supercoupe d'Europe : 2022[10]
- Vainqueur du Match des Champions : 2022[11]

## Distinctions personnelles
- Meilleure jeune joueuse de Ligue féminine 2022[12]
- MVP du Match des Champions : 2022[13]
- Meilleure jeune joueuse de l'EuroLigue féminine : 2023[14]
- First Pick All Star Starter Ligue Féminine de Basket :2024